# Карпогори
Карпогори (рос. Карпогоры) — село в Пінезькому районі Архангельської області Російської Федерації.
Населення становить 4667 осіб. Входить до складу муніципального утворення Карпогорське муніципальне утворення.

## Історія
Від 1937 року належить до Архангельської області.
Орган місцевого самоврядування від 2004 року — Карпогорське муніципальне утворення.

## Населення
| 1959 | 1970  | 1979  | 1989  | 2002  | 2010  | 2012  |
| ---- | ----- | ----- | ----- | ----- | ----- | ----- |
| 2222 | ↗3193 | ↗4366 | ↗5335 | ↘4617 | ↘4443 | ↗4667 |